# Pilea rigida
Pilea rigida är en nässelväxtart som beskrevs av Charles Budd Robinson. Pilea rigida ingår i släktet pileor, och familjen nässelväxter. Inga underarter finns listade i Catalogue of Life.